# Resolució 312 del Consell de Seguretat de les Nacions Unides
La Resolució 312 del Consell de Seguretat de les Nacions Unides fou adoptada el 4 de febrer de 1972 després de reafirmar les resolucions anteriors sobre el tema i deplorant que no se n'hi ajustin, el Consell va demanar Portugal per reconèixer immediatament el dret dels pobles de les seves colònies a l'autodeterminació, a cessar tots els actes de repressió contra els pobles d'Angola, Moçambic i Guinea Bissau, a retirar les seves forces armades d'aquestes zones, promulgar una amnistia política sense condicions i transferir el poder a les institucions nadiues representatives lliurement escollides.
El Consell crida als Estats a abstenir-se d'oferir el govern portuguès qualsevol ajuda militar que li permeti procedir a reprimir als pobles dels seus territoris i demana al secretari general que vigili l'aplicació de la present resolució i n'informi de tant en tant.
La resolució 312 fou aprovada amb nou vots i sis abstencions: Argentina, Bèlgica, França, Itàlia, el Regne Unit i Estats Units.